# Langueux
Langueux (bretonisch Langaeg) ist eine französische Gemeinde mit 7947 Einwohnern (Stand 1. Januar 2022) im Département Côtes-d’Armor in der Region Bretagne. Sie gehört zum Arrondissement Saint-Brieuc und zum Kanton Trégueux. Im Westen grenzt der Ort an Saint-Brieuc, im Süden an Trégueux, im Osten an Yffiniac und im Norden an den Ärmelkanal.
Seit 1991 findet die Corrida de Langueux statt, ein Volks- und Straßenlauf über zehn Kilometer, in dessen Rahmen 2003 und 2008 die französischen Meisterschaften über diese Distanz ausgetragen wurden.

## Bevölkerungsentwicklung
| 1968 | 1975 | 1982 | 1990 | 1999 | 2006 | 2019 |
| 2951 | 3838 | 4767 | 5938 | 6242 | 6802 | 7801 |

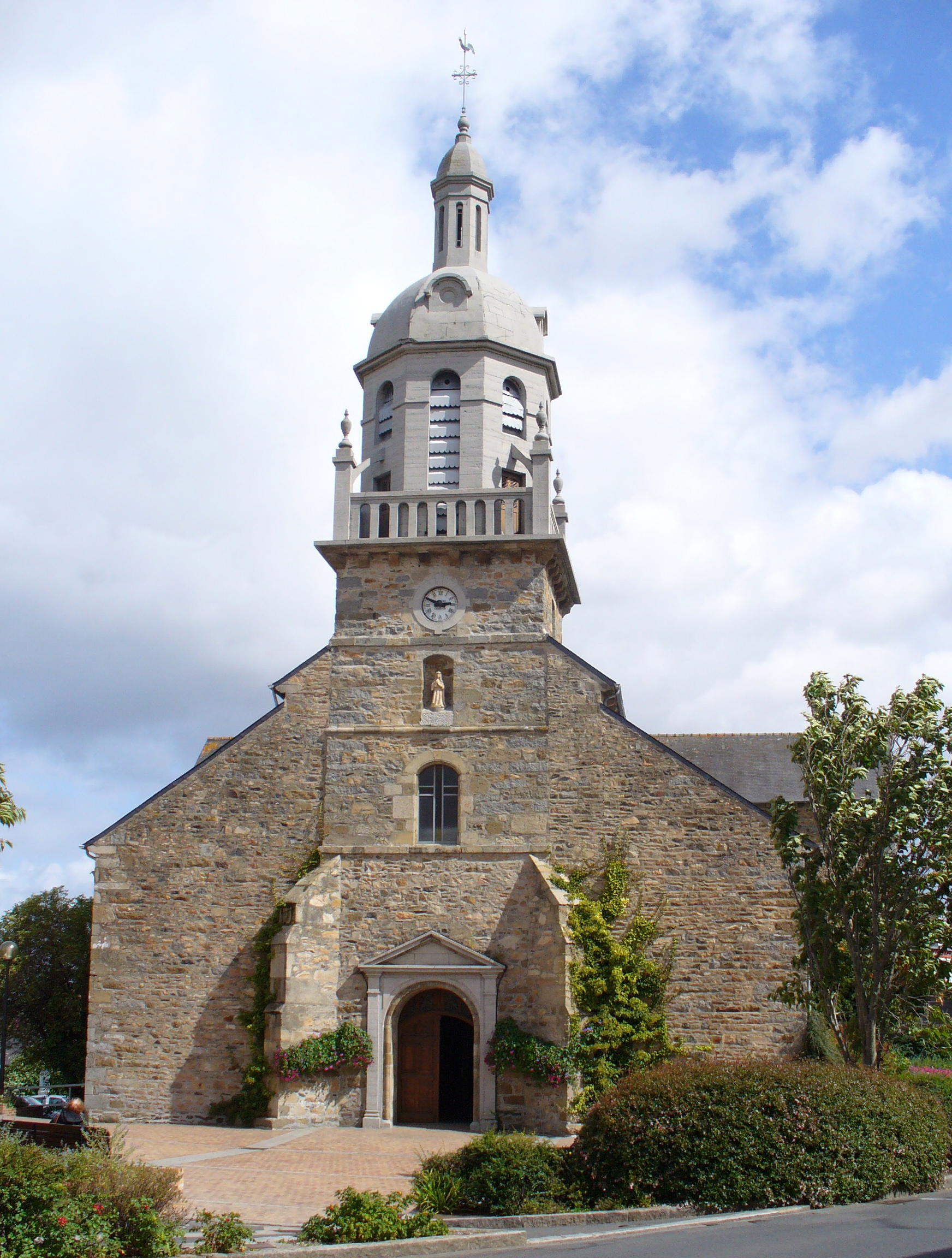
Kirche Saint-Pierre-et-Saint-Paul
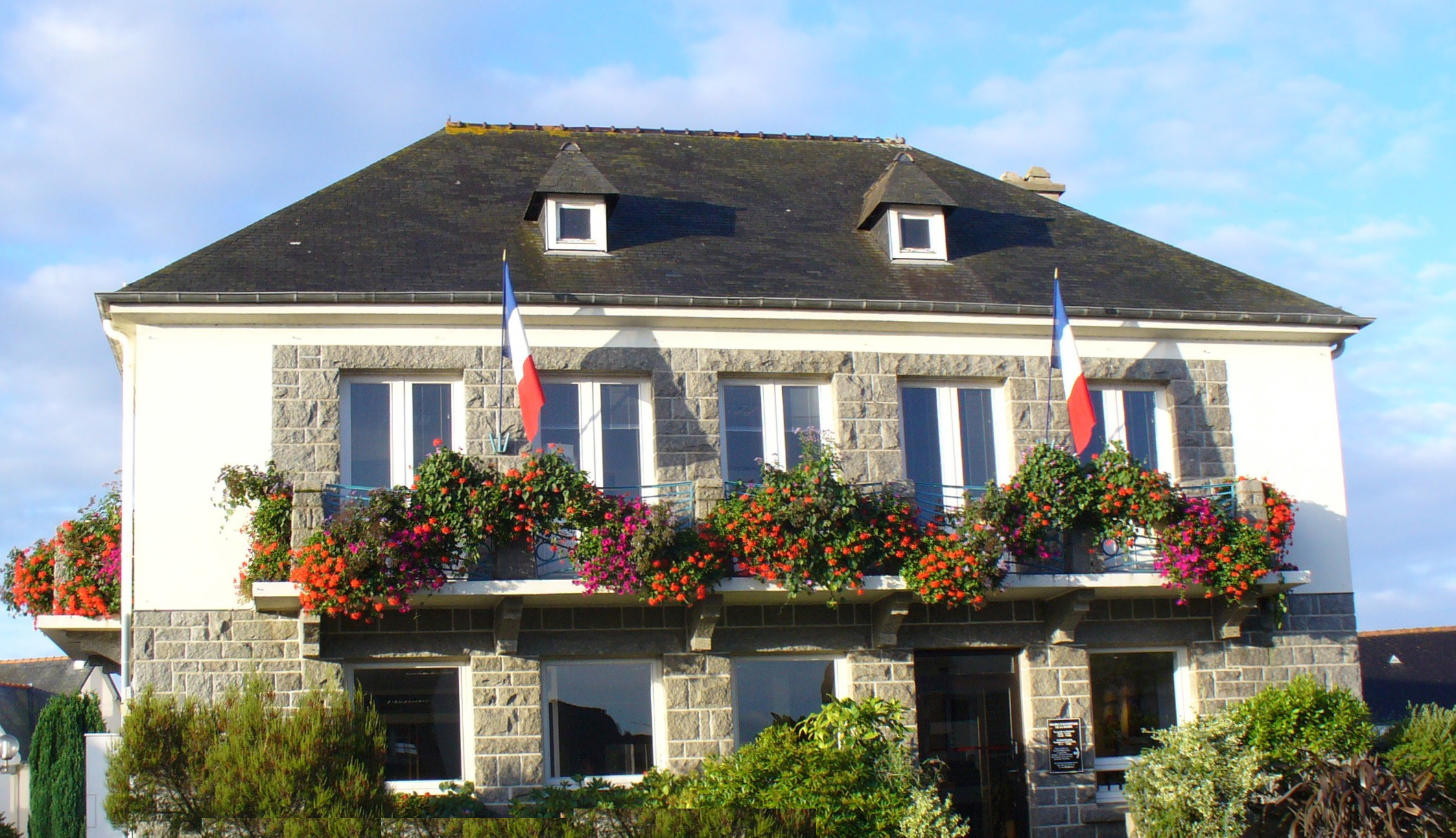
Rathaus

## Gemeindepartnerschaft
Die Partnergemeinde von Langueux ist Dabaga in Niger.